# Lycostommyia albifacies
Lycostommyia albifacies là một loài ruồi trong họ Asilidae. Lycostommyia albifacies được Hermann miêu tả năm 1907. Loài này phân bố ở vùng nhiệt đới châu Phi.